# 이희 (전한)
이희(利豨, ? ~ 기원전 165년)는 전한 초기의 제후로, 개국공신 이창의 아들이다.

## 생애
고후 2년(기원전 186년), 이창의 뒤를 이어 대후(軑侯)에 봉해졌다.
문제 15년(기원전 165년)에 죽으니 시호를 효라 하였고, 작위는 아들 이팽조가 이었다.

## 출전
- 사마천, 《사기》 권19 혜경간후자연표
- 반고, 《한서》 권16 고혜고후문공신표